# L. Dézsi Zoltán
L. Dézsi Zoltán (Szeged, 1970. április 8. –) televíziós szerkesztő, riporter. A Heti Napló Sváby Andrással című műsor felelős szerkesztője, a Retrológus nevű youtube csatorna főszerkesztője. 

## Fontosabb munkahelyei
- Heti Napló Sváby Andrással (felelős szerkesztő. 2018-)
- ATV, Hazahúzó (szerkesztő-riporter 2010-)
- MTV, Telesport (szerkesztő-műsorvezető 2004-2008)
- MTV, Kékfény (bűnügyi riporter 2008-2010)
- TV2040, Budaörs (sportkommentátor 2013-)
- Városi TV, Jászberény (1992-1996)
- Spirit Kiadó (író)

## Könyvei
- A Korda – Az ország énekese (2024)
- A Heti Napló riportereinek felemelő történetei (2022 társszerző)

## Díjai
- MTV Riporter Kerestetik első hely (2003)[1]
- Jász-Nagykun, Szolnok megye sajtódíja (2011)[2]
- IPOSZ sajtódíj (2023)
- Jászberény Város sajtódíja (2024)

## Aktív évei: 1992–
Az esztergomi főiskolán tanulta három évig az újságírást, majd 22 évesen a jászberényi kábel tévéhez szerződött. 1996-ban bevonult, leszerelése után megpályázott egy sajtómenedzseri állást a Co-op Hungary nevű cégnél.
2003-ban jelentkezett az MTV Riporter kerestetik versenyére, amelyet 1075 induló közül nyert meg. A fődíj egy riporteri szerződés volt az MTV-hez. Hogy azon belül hová, azt rábízták. A Telesportot választotta. Tudósított az athéni, és a pekingi Paralimpiáról, volt híradós műsorvezető, és elkészítette a Kapitány című filmet Baróti Lajosról. Ehhez olyan felvételeket is talált, amelyeket korábban még egyetlen tévé sem mutatott be. Ilyen volt a Vasas 1956-os közép-európai kupa győzelméről készített összefoglaló.
A sporttól teljesen nem szakadt el, a Budaörsi TV-ben rendszeresen közvetít élőben kézilabda, röplabda és futsal mérkőzéseket
Ezután több évet dolgozott a Kékfény című bűnügyi magazin riportereként, majd 2010-ben az ATV-ben folytatta a pályafutását. Főszerkesztője lett a csatorna turisztikai magazinjának, a Hazai Turizmusnak (ma Hazahúzó). Közben maga is gyártott havi hat adást a magazinhoz.
2014-ben az ATV vezetőinek felkérésére elvállalta az akkor induló bűnügyi magazin, a Tetthely szerkesztését. Közel 200 adást készítettek.
2017-ben megpályázta az ATV-n akkor induló, Heti Napló Sváby Andrással című műsor egyik felelős szerkesztői állását. Azóta több mint 500 adásba készített riportokat. Legtöbbször a retró témakörében.
A Retrológus nevű youtube csatornáját 2024 karácsonyán indította el. Ebben a Heti Naplóban felhalmozott retró tudását használva készít riportokat. 